# 염소산
염소산(鹽素酸, 구조식:HClO3)는 염소의 산소산이며 무색이고 물에 대해 가용성을 띠는 액체이다. pKa는 -1 정도이다.

## 제법
제법은 여러가지가 있는데 그 중 하나는 염소산 바륨을 황산으로 탈수시켜 얻는 방법이다.
Ba(ClO3)2 + H2SO4 → 2HClO3 + BaSO4
다른 방법은 하이포아염소산을 가열시켜서 얻는 방법이다.
3HClO → HClO3 + 2 HCl

## 염소산의 분해
염소산은 분해되는데 분해할 때에는 과염소산, 물, 산소, 염소 등으로 분해된다.
그 예는 다음과 같다 :
8HClO3 → 4HClO4 + 2H2O + 2Cl2 + 3 O2
3HClO3 → HClO4 + H2O + 2 ClO2

## 참고 문헌
- Greenwood, Norman N.; Earnshaw, Alan (1997). Chemistry of the Elements (2nd ed.). Oxford: Butterworth-Heinemann. ISBN 0-08-037941-9.
- R. Bruce King, ed (1994). "Chloric acid". Encyclopedia of Inorganic Chemistry. 2. Chichester: Wiley. p. 658. ISBN 0-471-93620-0.

## 같이 보기
- 염소산염